# Przysiady

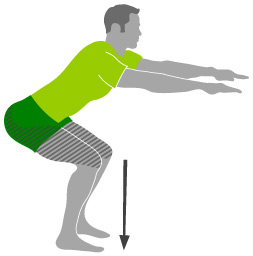
Wykonanie ćwiczenia

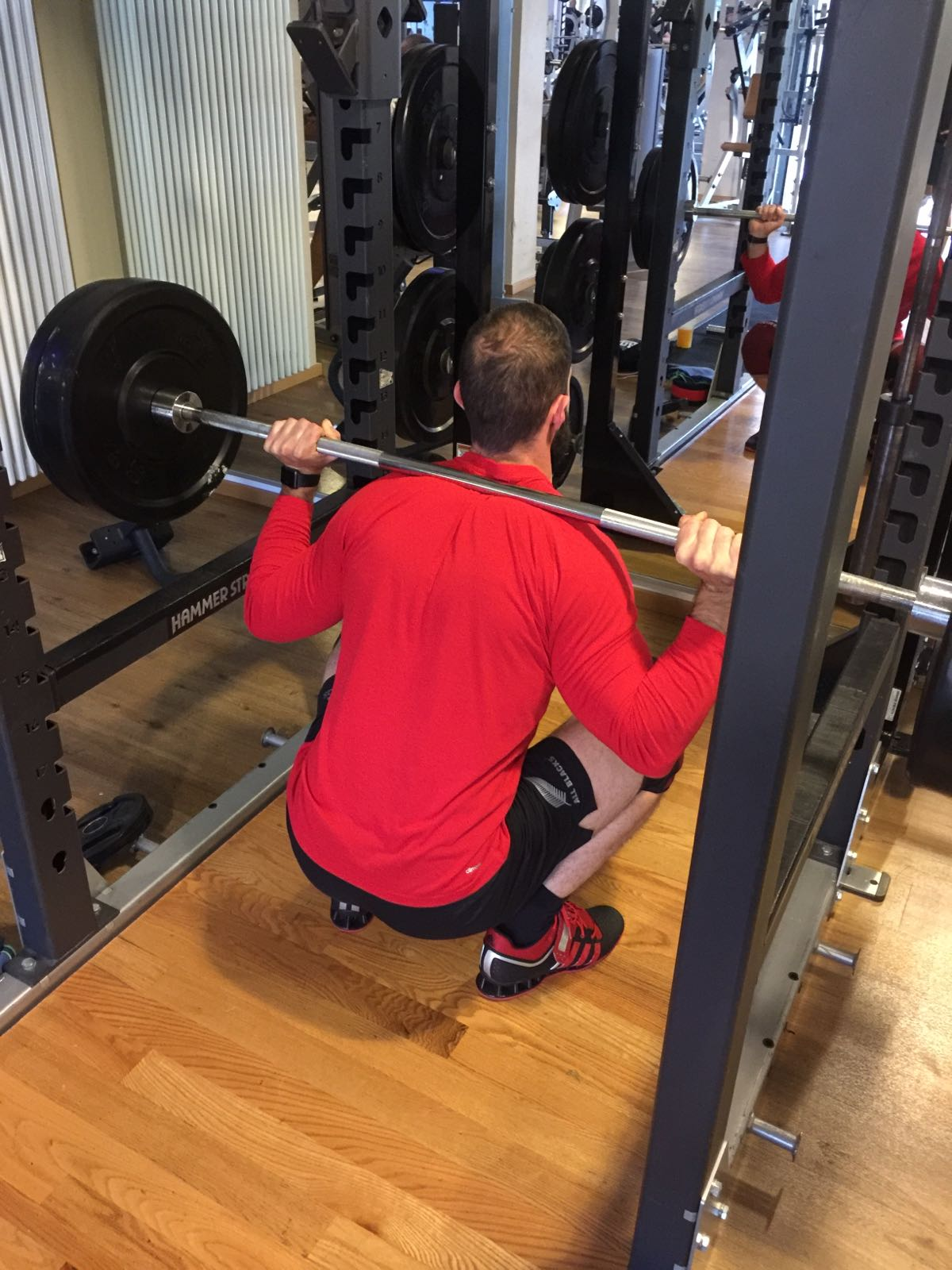
Przysiady ze sztangą

Przysiady – popularne ćwiczenie wykorzystujące masę własnego ciała, angażujące mięśnie pośladkowe oraz mięśnie ud i łydek. Podczas zginania kolan angażowane są głównie mięśnie tylne ud, zwane kulszowo-goleniowymi. Natomiast podczas prostowania kształtują się wszystkie mięśnie składające się na mięsień czworogłowy uda. W ruchu zginania i prostowania kolan biorą udział również inne mięśnie, takie jak mięsień pośladkowy, mięsień brzuchaty łydki, mięsień skośny zewnętrzny brzucha oraz niektóre mięśnie pleców. Dodatkowo ćwiczenie:
- wzmacnia mięśnie pleców, brzucha, pośladków, ud i łydek,
- poprawia ruchomość stawów,
- poprawia poczucia równowagi[1].

## Przysiad ze sztangą
Przysiady ze sztangą wraz z wyciskaniem leżąc oraz martwym ciągiem wchodzą w skład trójboju siłowego.

## Rekordy w przysiadach
Rekord Guinnessa w ilości wykonanych przysiadów ustanowił w 2002 brazylijski instruktor fitness Edmar Freitas – w ciągu 24 godzin zrobił ich 111 tysięcy.
Rekord Guinnessa we wspólnym wykonywaniu przysiadów pobili 10 maja 2017 r. studenci i pracownicy Uniwersytetu im. A. Mickiewicza w Poznaniu. Poprzedni rekord w tej samej kategorii wynosił 2200 osób. W Poznaniu na próbę ustanowienia rekordu przyszło ponad 2900 uczestników. Wynik, który oficjalnie uznano jako nowy rekord Guinnessa w ćwiczeniu przysiadów wynosi od teraz 2812 osób i należy do Studium wychowania Fizycznego i Sportu UAM.